# ورزشگاه هیلزبورو
هیلزبورو (به انگلیسی: Hillsborough) نام ورزشگاه اختصاصی باشگاه شفیلد ونزدی در منطقه اولرتون در شمال غرب شهر شفیلد در شهرستان یورکشایر جنوبی، انگلستان است.
این ورزشگاه از سال ۱۸۹۹ زمین خانگی باشگاه شفیلد ونزدی می‌باشد. ظرفیت این ورزشگاه ۳۹٬۷۳۲ است و یکی از ورزشگاه‌های میزبان یورو ۹۶ بود. هیلزبورو دهمین ورزشگاه بزرگ در انگلستان و بزرگترین ورزشگاه فوتبال در خارج از لیگ برتر انگلیس و بزرگترین ورزشگاه در لیگ چمپیونشیپ می‌باشد.

## حادثه هیلزبورو
حادثه هیلزبورو حادثه‌ای بر اثر تجمع انسانی بود که در نیمه نهایی جام حذفی انگلستان و در ورزشگاه هیلزبورو بین تیم‌های لیورپول و ناتینگهام فارست در ۱۵ آوریل ۱۹۸۹ به وقوع پیوست. در این حادثه ۹۶ نفر جان خود را از دست دادند و ۷۶۶ نفر مجروح شدند که همگی آنها جزو هوادارن لیورپول بودند.
حادثه هیلزبورو مرگبارترین حادثه ورزشگاهی در بریتانیا و یکی از بدترین حوادث فوتبالی در تاریخ است.

## رکوردهای هیلزبورو
رکورد بیشترین تعداد تماشاگر در این ورزشگاه در ۱۷ فوریه ۱۹۳۴ و در جام حذفی انگلستان بین تیم‌های شفیلد ونزدی و منچستر سیتی با ۷۲٬۸۴۱ ثبت شده است. آن دیدار به تساوی ۲-۲ انجامید.
رکورد بیشترین تماشاگر بعد از آنکه در سال ۱۹۹۳ در همه ورزشگاه صندلی نصب شد در لیگ برتر انگلیس در تاریخ ۲ فوریه ۲۰۰۰ در دیدار تیم‌های شفیلد ونزدی و منچستر یونایتد با ۳۹٬۶۴۰ ثبت شد.
متوسط بیشترین تعداد تماشاگران در یک فصل در این ورزشگاه در فصل ۵۳-۱۹۵۲ با ۴۲٬۵۲۰ در دسته اول فوتبال انگلستان اتفاق افتاد.
بیشتر درآمد بلیط فروشی در یک بازی در این ورزشگاه در ۱۹ ژوئن ۱۹۹۶ و مربوط به دیدار تیم‌های ترکیه و دانمارک در چارچوب رقابتهای یورو ۹۶ با ۱٬۰۱۲٬۱۵۰ پوند بود. ۲۸٬۶۷۱ نفر از نزدیک از این مسابقه دیدن کردند.
بیشتر درآمد بلیط فروشی در یک بازی که در آن تیم شفیلد ونزدی حضور داشته در ۷ مارس ۱۹۹۸در دیدار با تیم منچستر یونایتد در لیگ برتر انگلیس با ۳۸۶٬۴۲۶ پوند بود. ۳۹٬۴۲۷ نفر از نزدیک از این مسابقه دیدن کردند.